# 雜拌湯

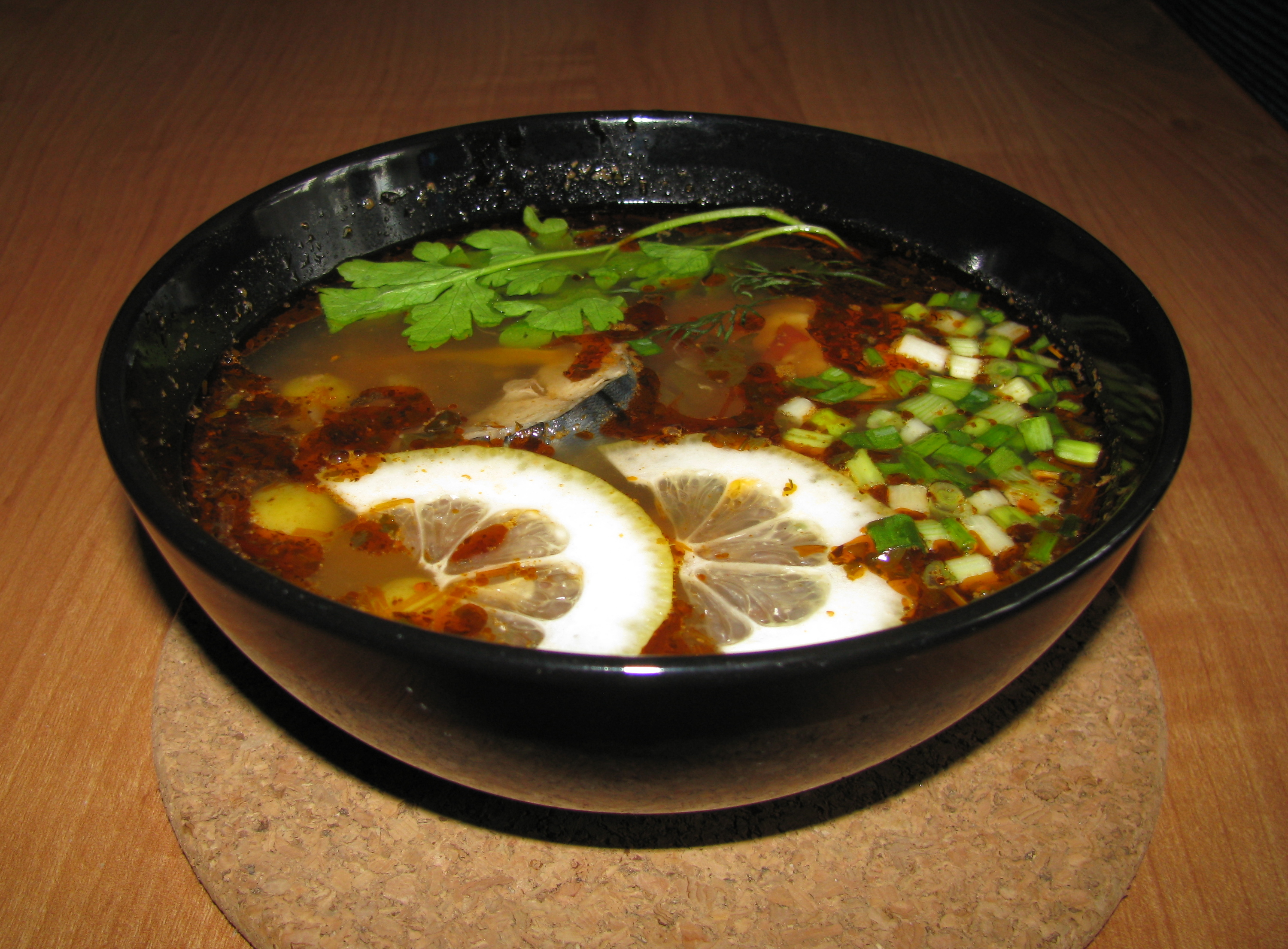
雜拌湯

雜拌湯，又稱酸辣濃湯，（俄语：соля́нка，羅馬化：solyanka，IPA：[sɐˈlʲankə]），是俄羅斯菜中一種味酸且辣的濃湯。
此湯分為肉湯、魚湯和蘑菇湯三類，但都以酸黃瓜和其滷水為基底，外加高麗菜、鹹蘑菇、酸奶油和蒔蘿。做法是首先把酸瓜和滷水加熱，然後才下其他材料。
此菜在冷戰時期傳入蘇聯佔領下的東德，更是東德出生的總理安格拉·默克爾喜愛的菜色。.